# Рио-Лагартос (муниципалитет)
Рио-Лагартос (исп. Río Lagartos) — муниципалитет в Мексике, штат Юкатан, с административным центром в одноимённом городе. Численность населения, по данным переписи 2010 года, составила 3438 человек.

## Общие сведения
Название Lagartos с испанского языка можно перевести как ящерицы, которое было заимствовано у реки Лагартос, которую первооткрыватели назвали так из-за большого количества обитавших здесь крокодилов.
Площадь муниципалитета равна 338 км², что составляет 0,85 % от общей площади штата, а наивысшая точка — 10 метров над уровнем моря, расположена в поселении Йоцац.
Он граничит с другими муниципалитетами Юкатана: на востоке c Тисимином, на юге с Панабой, на западе с Сан-Фелипе, а на севере берега муниципалитета омывает Мексиканский залив.

## Учреждение и состав
Точной даты образования муниципалитета не сохранилось, но в записях 1900 года упоминается о том, что поселение Рио-Лагартос является центром одноимённого муниципалитета. В его состав входит 28 населённых пунктов, самые крупные из которых:
| Код INEGI                  | Населённый пункт                                                                          | Численность населения (2005 год) | Численность населения (2010 год) |
| -------------------------- | ----------------------------------------------------------------------------------------- | -------------------------------- | -------------------------------- |
| 061                        | Всего                                                                                     | 3272                             | 3438                             |
| 0001                       | Рио-Лагартос (исп. Río Lagartos) 21°35′51″ с. ш. 88°09′28″ з. д. (административный центр) | 2127                             | 2218                             |
| 0002                       | Лас-Колорадас (исп. Las Coloradas) 21°36′30″ с. ш. 87°59′23″ з. д.                        | 1068                             | 1151                             |
| 0116                       | Сан-Сальвадор (исп. San Salvador) 21°32′35″ с. ш. 88°03′25″ з. д.                         | 15                               | 5                                |
| 0034                       | Йоцац (исп. Yohdzadz) 21°29′37″ с. ш. 88°09′38″ з. д.                                     | 1                                | 7                                |
| —                          | Прочие                                                                                    | 61                               | 57                               |
| Названия на карте Генштаба |                                                                                           |                                  |                                  |

## Экономика
По статистическим данным 2000 года, работоспособное население занято по секторам экономики в следующих пропорциях:
- сельское хозяйство и рыболовство — 41,2 %;
- торговля, сферы услуг и туризма — 37 %;
- производство и строительство — 19,2 %;
- безработные — 2,6 %.

## Инфраструктура
По статистическим данным 2010 года, инфраструктура развита следующим образом:
- протяжённость дорог: 104,8 км;
- электрификация: 96,6 %;
- водоснабжение: 97,3 %;
- водоотведение: 93,7 %.

## Фотографии

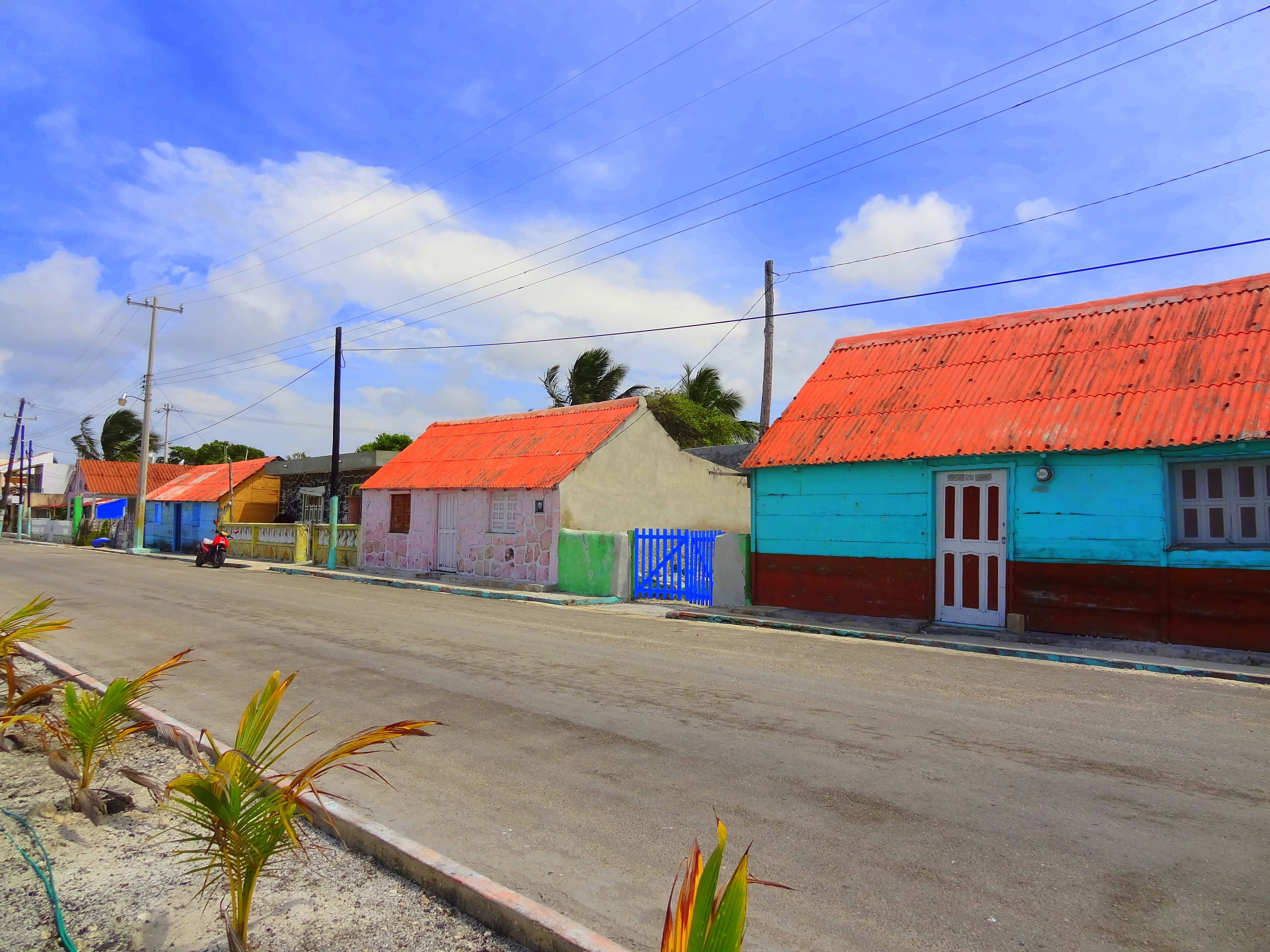
Дома в Рио-Лагартосе
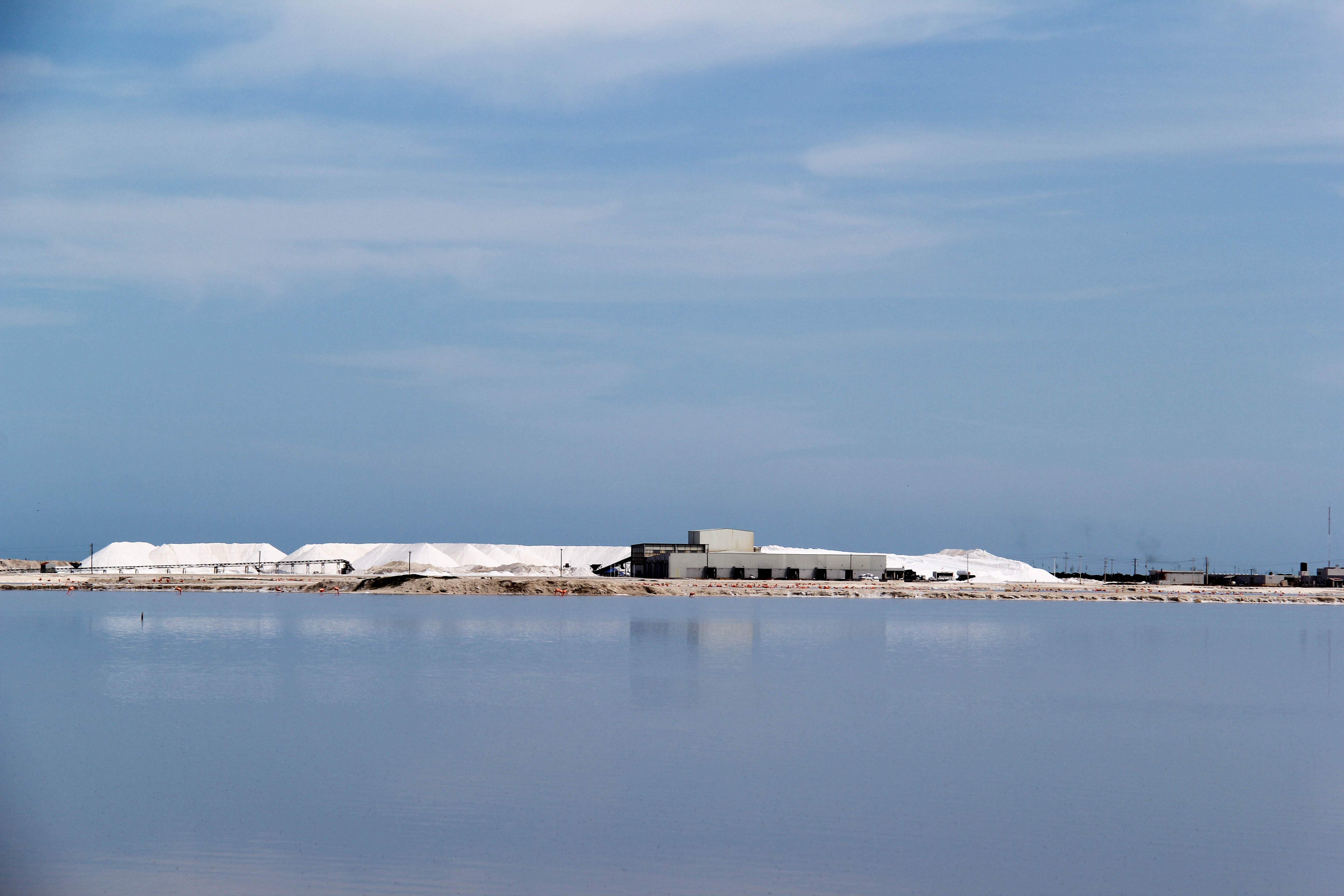
Соледобыча в Лас-Колорадасе
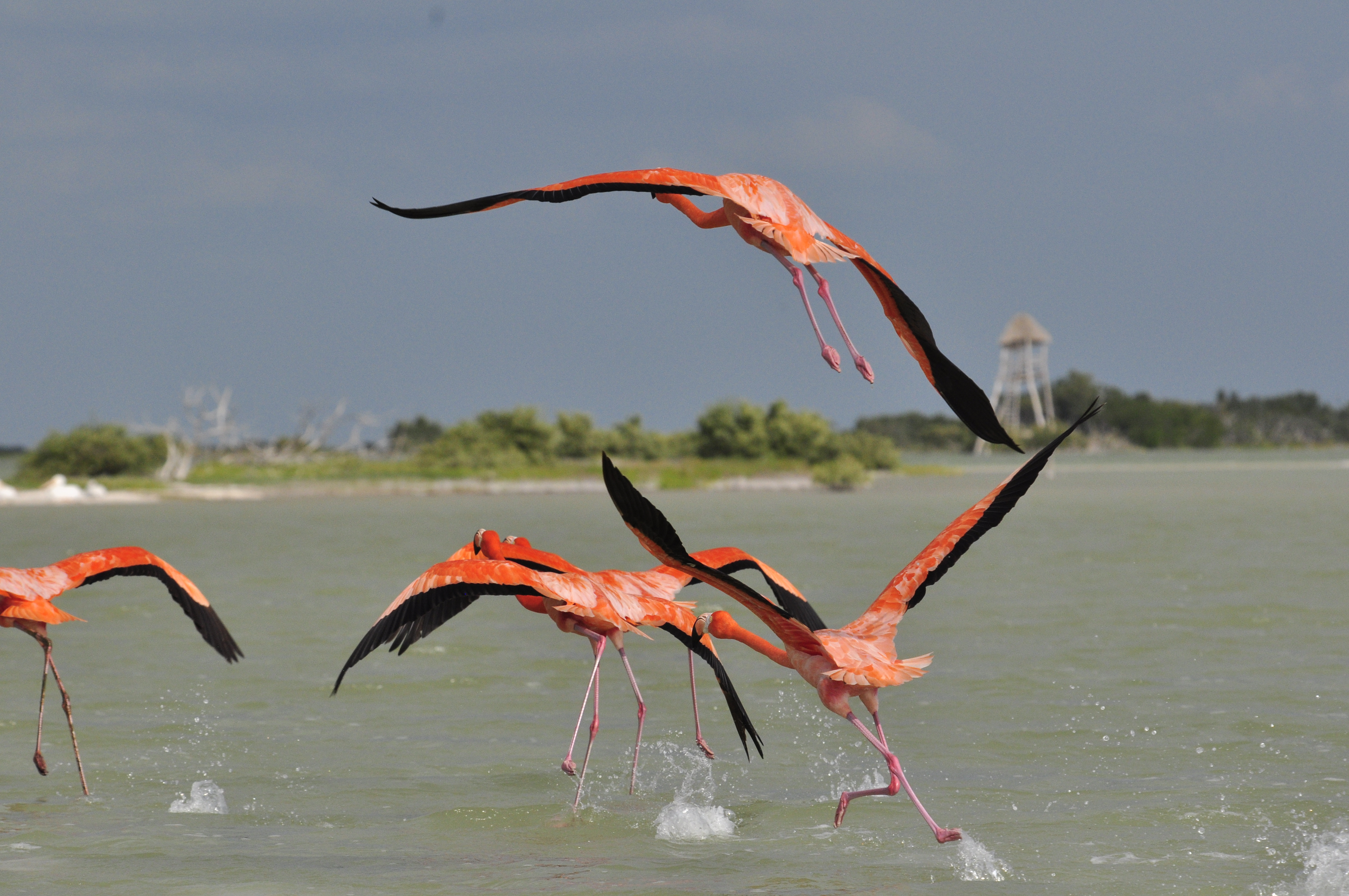
Фламинго в биосферном заповеднике